# Rotundabaloghia congoensis
Rotundabaloghia congoensis es una especie de arácnido del orden Mesostigmata de la familia Uropodidae.

## Distribución geográfica
Se encuentra en la República del Congo.